# Kusttram
| Kusttram-Triebwagen in Domein Raversijde |                     |                                  |                                  |
| Streckenverlauf (interaktive Karte) |                     |                                  |                                  |
| Streckenlänge: | 67 km               |                                  |                                  |
| Spurweite: | 1000 mm (Meterspur) |                                  |                                  |
| Stromsystem: | 600 Volt =          |                                  |                                  |
| |                     |                                  |                                  |
| Eröffnung: | 5. Juli 1885        |                                  |                                  |
| Linien: | 1                   |                                  |                                  |
| Stationen: | 67                  |                                  |                                  |
| \| \| \| De Panne-Station \| \| \| \| De Panne-Plopsaland \| \| \| \| De Panne-Moeder Lambic \| \| \| \| De Panne-Kerk \| \| \| \| De Panne-Esplanade \| \| \| \| De Panne-Centrum \| \| \| \| De Panne-Canadezenplein \| \| \| \| Koksijde-Sint-Idesbald \| \| \| \| Koksijde-Ster der Zee \| \| \| \| Koksijde-Bad \| \| \| \| Koksijde-Lejeunelaan \| \| \| \| Oostduinkerke-Schipgat \| \| \| \| Oostduinkerke-Bad \| \| \| \| Oostduinkerke-Duinpark \| \| \| \| Oostduinkerke-Groenendijk \| \| \| \| Nieuwpoort-Sint-Bernardusplein \| \| \| \| Nieuwpoort-Bad \| \| \| \| Nieuwpoort-Victorlaan \| \| \| \| Nieuwpoort-Cardijnlaan \| \| \| \| Nieuwpoort-Stad \| \| \| \| Lombardsijde-Schoolstraat \| \| \| \| Lombardsijde-Zeelaan \| \| \| \| Westende-Sint-Laureins \| \| \| \| Westende-Bad \| \| \| \| Westende-Bellevue \| \| \| \| Middelkerke-Krokodiel \| \| \| \| Middelkerke-Verhaeghelaan \| \| \| \| Middelkerke-Casino \| \| \| \| Middelkerke-De Greefplein \| \| \| \| Raversijde-Provinciedomein \| \| \| \| Raversijde-Middenlaan \| \| \| \| Oostende-Mariakerke-Duinenkerkje \| \| \| \| Oostende-Mariakerke-Bad \| \| \| \| Oostende-Northlaan \| \| \| \| Oostende-Renbaan \| \| \| \| Oostende-Koninginnelaan \| \| \| \| Oostende-Marie-Joséplein \| \| \| \| Oostende-Station \| \| \| \| Oostende-Vismijn \| \| \| \| Oostende-Oosteroever \| \| \| \| Bredene-Duinenplein \| \| \| \| Bredene-Campings \| \| \| \| Bredene-Renbaan \| \| \| \| De Haan-Vosseslag \| \| \| \| De Haan-Zeepreventorium \| \| \| \| De Haan-Aan Zee \| \| \| \| De Haan-Waterkasteellaan \| \| \| \| De Haan-Zwarte Kiezel \| \| \| \| Wenduine-Konijnenpad \| \| \| \| Wenduine-Molen \| \| \| \| Wenduine-Centrum \| \| \| \| Wenduine-Manitoba \| \| \| \| Wenduine-Harendijke \| \| \| \| Blankenberge-Maritieme Zone \| \| \| \| Blankenberge-Markt \| \| \| \| Blankenberge-Station \| \| \| \| Blankenberge-Pier \| \| \| \| Blankenberge-Duinse Polders \| \| \| \| Zeebrugge-Strandwijk \| \| \| \| Zeebrugge-Stationswijk \| \| \| \| Zeebrugge-Kerk \| \| \| \| Zeebrugge-Zeesluis \| \| \| \| Heist-Dijk \| \| \| \| Heist-Heldenplein \| \| \| \| Heist-Willemspark \| \| \| \| Heist-Duinbergen-Kerk \| \| \| \| Knokke-Station \| |                     |                                  |                                  |
| U-Bahn-Kopfbahnhof Streckenanfang |                     | De Panne-Station                 | De Panne-Station                 |
| U-Bahn-Haltepunkt / Haltestelle |                     | De Panne-Plopsaland              | De Panne-Plopsaland              |
| U-Bahn-Haltepunkt / Haltestelle |                     | De Panne-Moeder Lambic           | De Panne-Moeder Lambic           |
| U-Bahn-Haltepunkt / Haltestelle |                     | De Panne-Kerk                    | De Panne-Kerk                    |
| U-Bahn-Haltepunkt / Haltestelle |                     | De Panne-Esplanade               | De Panne-Esplanade               |
| U-Bahn-Haltepunkt / Haltestelle |                     | De Panne-Centrum                 | De Panne-Centrum                 |
| U-Bahn-Haltepunkt / Haltestelle |                     | De Panne-Canadezenplein          | De Panne-Canadezenplein          |
| U-Bahn-Haltepunkt / Haltestelle |                     | Koksijde-Sint-Idesbald           | Koksijde-Sint-Idesbald           |
| U-Bahn-Haltepunkt / Haltestelle |                     | Koksijde-Ster der Zee            | Koksijde-Ster der Zee            |
| U-Bahn-Bahnhof |                     | Koksijde-Bad                     | Koksijde-Bad                     |
| U-Bahn-Haltepunkt / Haltestelle |                     | Koksijde-Lejeunelaan             | Koksijde-Lejeunelaan             |
| U-Bahn-Haltepunkt / Haltestelle |                     | Oostduinkerke-Schipgat           | Oostduinkerke-Schipgat           |
| U-Bahn-Bahnhof |                     | Oostduinkerke-Bad                | Oostduinkerke-Bad                |
| U-Bahn-Haltepunkt / Haltestelle |                     | Oostduinkerke-Duinpark           | Oostduinkerke-Duinpark           |
| U-Bahn-Haltepunkt / Haltestelle |                     | Oostduinkerke-Groenendijk        | Oostduinkerke-Groenendijk        |
| U-Bahn-Haltepunkt / Haltestelle |                     | Nieuwpoort-Sint-Bernardusplein   | Nieuwpoort-Sint-Bernardusplein   |
| U-Bahn-Haltepunkt / Haltestelle |                     | Nieuwpoort-Bad                   | Nieuwpoort-Bad                   |
| U-Bahn-Haltepunkt / Haltestelle |                     | Nieuwpoort-Victorlaan            | Nieuwpoort-Victorlaan            |
| U-Bahn-Haltepunkt / Haltestelle |                     | Nieuwpoort-Cardijnlaan           | Nieuwpoort-Cardijnlaan           |
| U-Bahn-Bahnhof |                     | Nieuwpoort-Stad                  | Nieuwpoort-Stad                  |
| U-Bahn-Haltepunkt / Haltestelle |                     | Lombardsijde-Schoolstraat        | Lombardsijde-Schoolstraat        |
| U-Bahn-Bahnhof |                     | Lombardsijde-Zeelaan             | Lombardsijde-Zeelaan             |
| U-Bahn-Haltepunkt / Haltestelle |                     | Westende-Sint-Laureins           | Westende-Sint-Laureins           |
| U-Bahn-Bahnhof |                     | Westende-Bad                     | Westende-Bad                     |
| U-Bahn-Haltepunkt / Haltestelle |                     | Westende-Bellevue                | Westende-Bellevue                |
| U-Bahn-Haltepunkt / Haltestelle |                     | Middelkerke-Krokodiel            | Middelkerke-Krokodiel            |
| U-Bahn-Haltepunkt / Haltestelle |                     | Middelkerke-Verhaeghelaan        | Middelkerke-Verhaeghelaan        |
| U-Bahn-Bahnhof |                     | Middelkerke-Casino               | Middelkerke-Casino               |
| U-Bahn-Haltepunkt / Haltestelle |                     | Middelkerke-De Greefplein        | Middelkerke-De Greefplein        |
| U-Bahn-Bahnhof |                     | Raversijde-Provinciedomein       | Raversijde-Provinciedomein       |
| U-Bahn-Haltepunkt / Haltestelle |                     | Raversijde-Middenlaan            | Raversijde-Middenlaan            |
| U-Bahn-Haltepunkt / Haltestelle |                     | Oostende-Mariakerke-Duinenkerkje | Oostende-Mariakerke-Duinenkerkje |
| U-Bahn-Haltepunkt / Haltestelle |                     | Oostende-Mariakerke-Bad          | Oostende-Mariakerke-Bad          |
| U-Bahn-Haltepunkt / Haltestelle |                     | Oostende-Northlaan               | Oostende-Northlaan               |
| U-Bahn-Haltepunkt / Haltestelle |                     | Oostende-Renbaan                 | Oostende-Renbaan                 |
| U-Bahn-Haltepunkt / Haltestelle |                     | Oostende-Koninginnelaan          | Oostende-Koninginnelaan          |
| U-Bahn-Haltepunkt / Haltestelle |                     | Oostende-Marie-Joséplein         | Oostende-Marie-Joséplein         |
| U-Bahn-Bahnhof |                     | Oostende-Station                 | Oostende-Station                 |
| U-Bahn-Haltepunkt / Haltestelle |                     | Oostende-Vismijn                 | Oostende-Vismijn                 |
| U-Bahn-Bahnhof |                     | Oostende-Oosteroever             | Oostende-Oosteroever             |
| U-Bahn-Haltepunkt / Haltestelle |                     | Bredene-Duinenplein              | Bredene-Duinenplein              |
| U-Bahn-Bahnhof |                     | Bredene-Campings                 | Bredene-Campings                 |
| U-Bahn-Haltepunkt / Haltestelle |                     | Bredene-Renbaan                  | Bredene-Renbaan                  |
| U-Bahn-Haltepunkt / Haltestelle |                     | De Haan-Vosseslag                | De Haan-Vosseslag                |
| U-Bahn-Haltepunkt / Haltestelle |                     | De Haan-Zeepreventorium          | De Haan-Zeepreventorium          |
| U-Bahn-Bahnhof |                     | De Haan-Aan Zee                  | De Haan-Aan Zee                  |
| U-Bahn-Haltepunkt / Haltestelle |                     | De Haan-Waterkasteellaan         | De Haan-Waterkasteellaan         |
| U-Bahn-Haltepunkt / Haltestelle |                     | De Haan-Zwarte Kiezel            | De Haan-Zwarte Kiezel            |
| U-Bahn-Haltepunkt / Haltestelle |                     | Wenduine-Konijnenpad             | Wenduine-Konijnenpad             |
| U-Bahn-Haltepunkt / Haltestelle |                     | Wenduine-Molen                   | Wenduine-Molen                   |
| U-Bahn-Bahnhof |                     | Wenduine-Centrum                 | Wenduine-Centrum                 |
| U-Bahn-Haltepunkt / Haltestelle |                     | Wenduine-Manitoba                | Wenduine-Manitoba                |
| U-Bahn-Haltepunkt / Haltestelle |                     | Wenduine-Harendijke              | Wenduine-Harendijke              |
| U-Bahn-Haltepunkt / Haltestelle |                     | Blankenberge-Maritieme Zone      | Blankenberge-Maritieme Zone      |
| U-Bahn-Haltepunkt / Haltestelle |                     | Blankenberge-Markt               | Blankenberge-Markt               |
| U-Bahn-Bahnhof |                     | Blankenberge-Station             | Blankenberge-Station             |
| U-Bahn-Haltepunkt / Haltestelle |                     | Blankenberge-Pier                | Blankenberge-Pier                |
| U-Bahn-Haltepunkt / Haltestelle |                     | Blankenberge-Duinse Polders      | Blankenberge-Duinse Polders      |
| U-Bahn-Bahnhof |                     | Zeebrugge-Strandwijk             | Zeebrugge-Strandwijk             |
| U-Bahn-Haltepunkt / Haltestelle |                     | Zeebrugge-Stationswijk           | Zeebrugge-Stationswijk           |
| U-Bahn-Haltepunkt / Haltestelle |                     | Zeebrugge-Kerk                   | Zeebrugge-Kerk                   |
| U-Bahn-Haltepunkt / Haltestelle |                     | Zeebrugge-Zeesluis               | Zeebrugge-Zeesluis               |
| U-Bahn-Haltepunkt / Haltestelle |                     | Heist-Dijk                       | Heist-Dijk                       |
| U-Bahn-Bahnhof |                     | Heist-Heldenplein                | Heist-Heldenplein                |
| U-Bahn-Haltepunkt / Haltestelle |                     | Heist-Willemspark                | Heist-Willemspark                |
| U-Bahn-Haltepunkt / Haltestelle |                     | Heist-Duinbergen-Kerk            | Heist-Duinbergen-Kerk            |
| U-Bahn-Kopfbahnhof Streckenende |                     | Knokke-Station                   | Knokke-Station                   |

Die Kusttram (niederländisch für Küstenstraßenbahn) ist eine meterspurige Überlandstraßenbahn in Belgien. Sie verbindet alle Orte der belgischen Küste miteinander und wird vom Verkehrsunternehmen De Lijn geführt. Dieses ist für ganz Flandern zuständig und betreibt darüber hinaus die Straßenbahn Antwerpen und die Straßenbahn Gent. Die gesamte Kusttram wird von der durchgehenden Linie KT bedient, die bis 30. Juni 2023 Linie 0 hieß, wobei die Liniennummer nicht an den Fahrzeugen angezeigt wird.

## Beschreibung

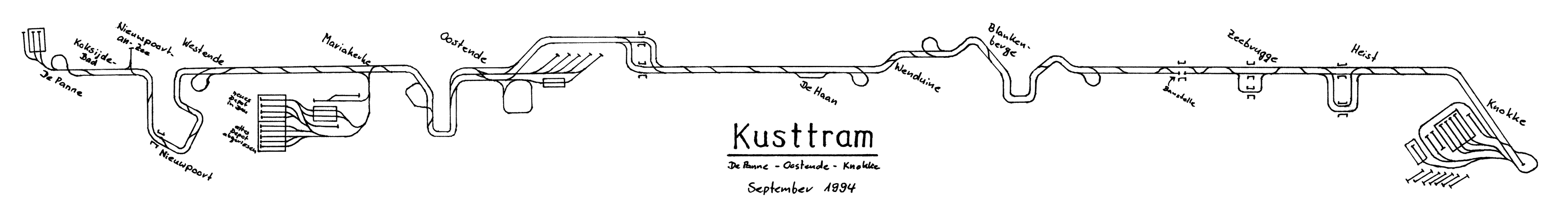
Gleisplan der Kusttram (Stand 1994 ohne die Verlängerung nach De Panne Station)

Mit einer Länge von 67 Kilometern und 67 Haltestellen galt die Linie KT lange Zeit als längste Straßenbahnlinie der Welt. Ihre Strecke ist durchgehend zweigleisig ausgebaut, mit 600 Volt Gleichspannung elektrifiziert und führt von Adinkerke, dem Standort des SNCB-Bahnhofs von De Panne (an der Grenze zu Frankreich), über Nieuwpoort, Oostende und Zeebrugge bis zum SNCB-Bahnhof von Knokke-Heist, circa sechs Kilometer vor der Grenze zu den Niederlanden. Im Abschnitt zwischen Oostende und Middelkerke führt die Strecke unmittelbar an der Nordseeküste entlang, die anderen Abschnitte führen durch Dünenlandschaften oder Ortsbebauung.
Ein früher bestehender Zonentarif ist im Zuge der Vereinfachung der Nutzung des ÖPNV von De Lijn aufgehoben worden, seither gilt ein einfacher Zeittarif.

## Geschichte
Die Kusttram ist ein Überrest des Überlandnetzes der belgischen Nationalen Kleinbahngesellschaft NKG. Der erste Streckenabschnitt zwischen Oostende – Middelkerke-Dorf – Nieuwpoort wurde am 5. Juli 1885 als Dampfstraßenbahn eröffnet, 1886 wurde der Abschnitt Oostende – Blankenberge fertiggestellt, 1908 die Strecke nach Knokke. Mit der Elektrifizierung wurde 1897 begonnen: Oostende – Middelkerke-Bad – Nieuwpoort. Später wurde der Abschnitt Nieuwpoort – De Panne-Esplanade gebaut. Seit 1929 ist die Strecke von De Panne bis Knokke durchgehend elektrisch befahrbar. Der jüngste Abschnitt von De Panne-Esplanade zum Bahnhof De Panne in Adinkerke wurde am 1. Juli 1998 eröffnet.
Ursprünglich bestand die Kusttram aus zwei Linien:
- Linie 1: Knokke – Oostende
- Linie 2: Oostende – De Panne,

die erst nach Stilllegung großer Teile des NKG-Netzes miteinander verbunden wurden. Zwischenfahrten und Verstärkerzüge waren in den 1980er Jahren durch ein rot durchgestrichenes Liniensignal gekennzeichnet.
Die Strecke der Kusttram führt am Hafen Zeebrugge über eine Drehbrücke an der Kustlaan über die ehemalige Hafenzufahrt mit der Visartsluis. Wenn diese geöffnet ist, fährt die Bahn einen Umweg über die circa 200 Meter südlich liegende Straussbrug. Bei der Klappbrücke an der neuen Hafenzufahrt mit der Pierre Vandammesluis wird dies ebenso gehandhabt, dort ist die Umfahrungsstrecke sogar durchgehend zweigleisig und führt über die Brücken an der Isabellalaan. Eine weitere zweigleisige Umfahrung gibt es am Hafen von Ostende über die beiden Drehbrücken an der Demeysluis.
Seit dem 17. Mai 2019 nimmt die Kusttram in Lombardsijde einen neuen Streckenverlauf. Die Haltestellen Lombardsijde-Y.M.C.A., Lombardsijde-Dorp und Lombardsijde-Bad entlang der Straßen Nieuwpoortlaan und Zeelaan werden seitdem nicht mehr bedient. Stattdessen werden die neuen Haltestellen Lombardsijde-Schoolstraat und Lombardsijde-Zeelaan am Kustweg angefahren. Die neue Strecke ist rund 300 Meter kürzer, die Lage der Haltstellen ist auf die geplante Siedlungsentwicklung abgestimmt. Der Neubau kostete 12,9 Millionen Euro und war damit kaum teurer als die notwendige Sanierung der Bestandsstrecke.
Zum 1. Juli 2023 wurden die Bezeichnungen der Haltestellen geändert.

## Betrieb und Fahrzeuge
Während noch in den 1970er Jahren teilweise nur ein Zug stündlich verkehrte, wurde der Betrieb seit den 1980er Jahren kontinuierlich verbessert. Neue sechsachsige Gelenktriebwagen der Serie 6000 und ein attraktiveres Fahrplanangebot bewirkten einen Anstieg der Fahrgastzahl. Die ebenfalls meterspurigen Straßenbahnbetriebe in Antwerpen und Gent liehen für die Taktverdichtung Fahrzeuge an die Kusttram aus.
Aufgrund der steigenden Fahrgastzahlen wurden zwischen 1994 und 1996 16 Triebwagen zu Achtachsern umgebaut und erhielten hierbei ein niederfluriges Mittelteil. Die restlichen 32 Fahrzeuge erhielten es ab 2002. Die Gelenktriebwagen ähneln denen der Stadtbahn Charleroi, sind jedoch Einrichtungsfahrzeuge. Daher stehen an den Endstellen und an einigen Zwischenstationen Wendeschleifen und Gleisdreiecke zur Verfügung.
Beheimatet sind die Fahrzeuge in drei größeren Depots: eins in Knokke und zwei in Oostende. Darüber hinaus steht in De Panne eine kleine Wagenhalle für Museums-Trams zur Verfügung. Durch die Auslieferung der 48 vollständig niederflurigen Multigelenkwagen des Typs Urbos 100 von CAF (Construcciones y Auxiliar de Ferrocarriles) werden die BN-Gelenkwagen seit 2021 ersetzt.
Vom 5. November 2007 bis zum 2. Februar 2015 verkehrten außerdem zum Grundangebot (Straßenbahnen mit Halten an allen Stationen im 15- beziehungsweise 20-Minuten-Takt) zwischen Oostende und Nieuwpoort zusätzliche Schnellverbindungen (Sneltrams) mit dem Produktnamen X-tra mit direktem Anschluss am Bahnhof Oostende an die Intercity-Linie 01 der SNCB nach Eupen.
Für die einfache Strecke benötigt die Linie KT zwei Stunden und 23 Minuten einschließlich zwei Minuten Aufenthalt in Oostende. In den Sommermonaten, wenn viele Touristen an die Küste kommen, verkehren die Züge tagsüber im Zehn-Minuten-Takt.
An größeren Haltestellen ist ein Fahrkartenkauf an einem Schalter möglich. An kleineren Haltestellen kann die Fahrkarte mit Aufpreis beim Triebfahrzeugführer erworben werden.

## Fotogalerie

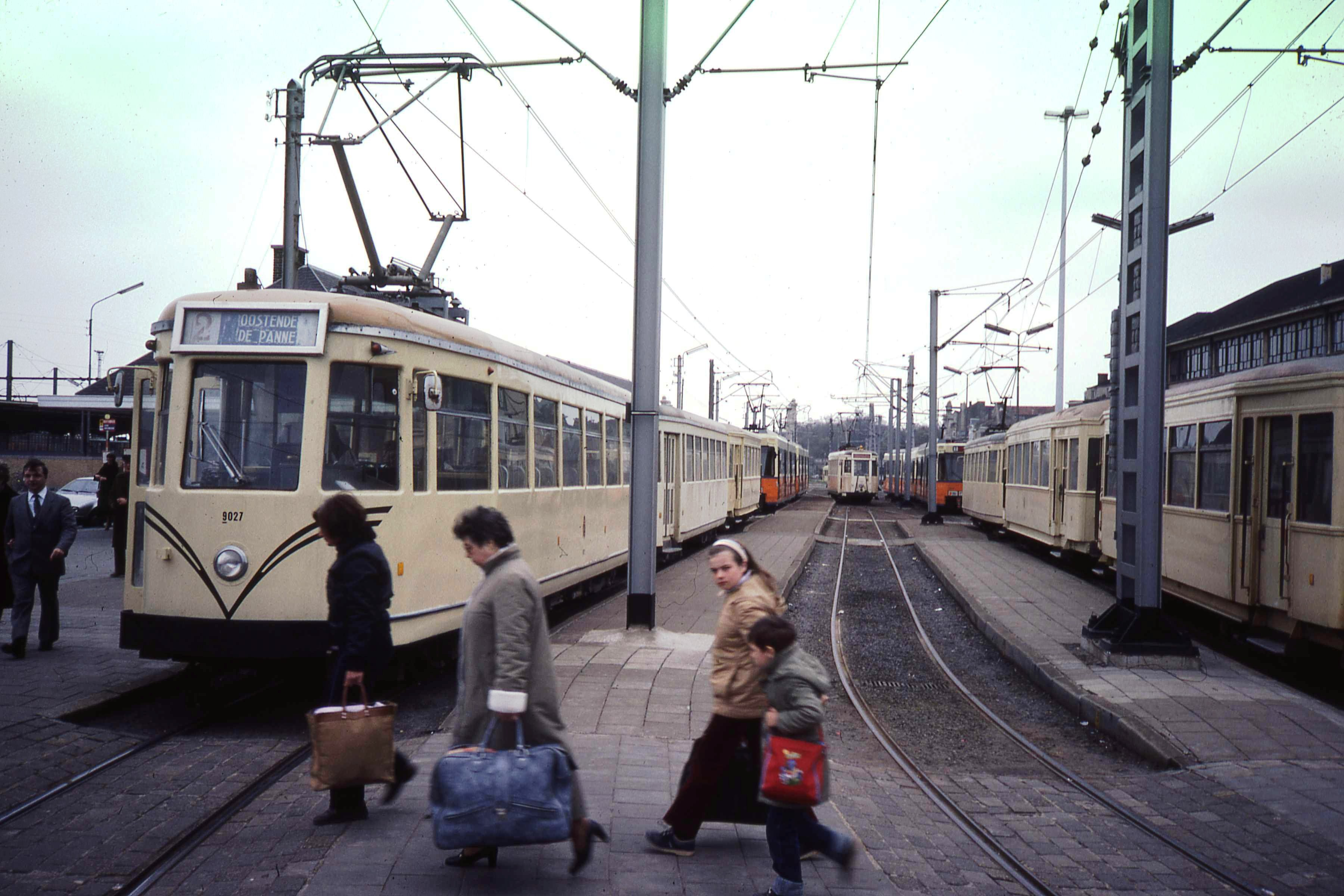
Ein Zug der ehemaligen Linie 2 in Oostende, 1982
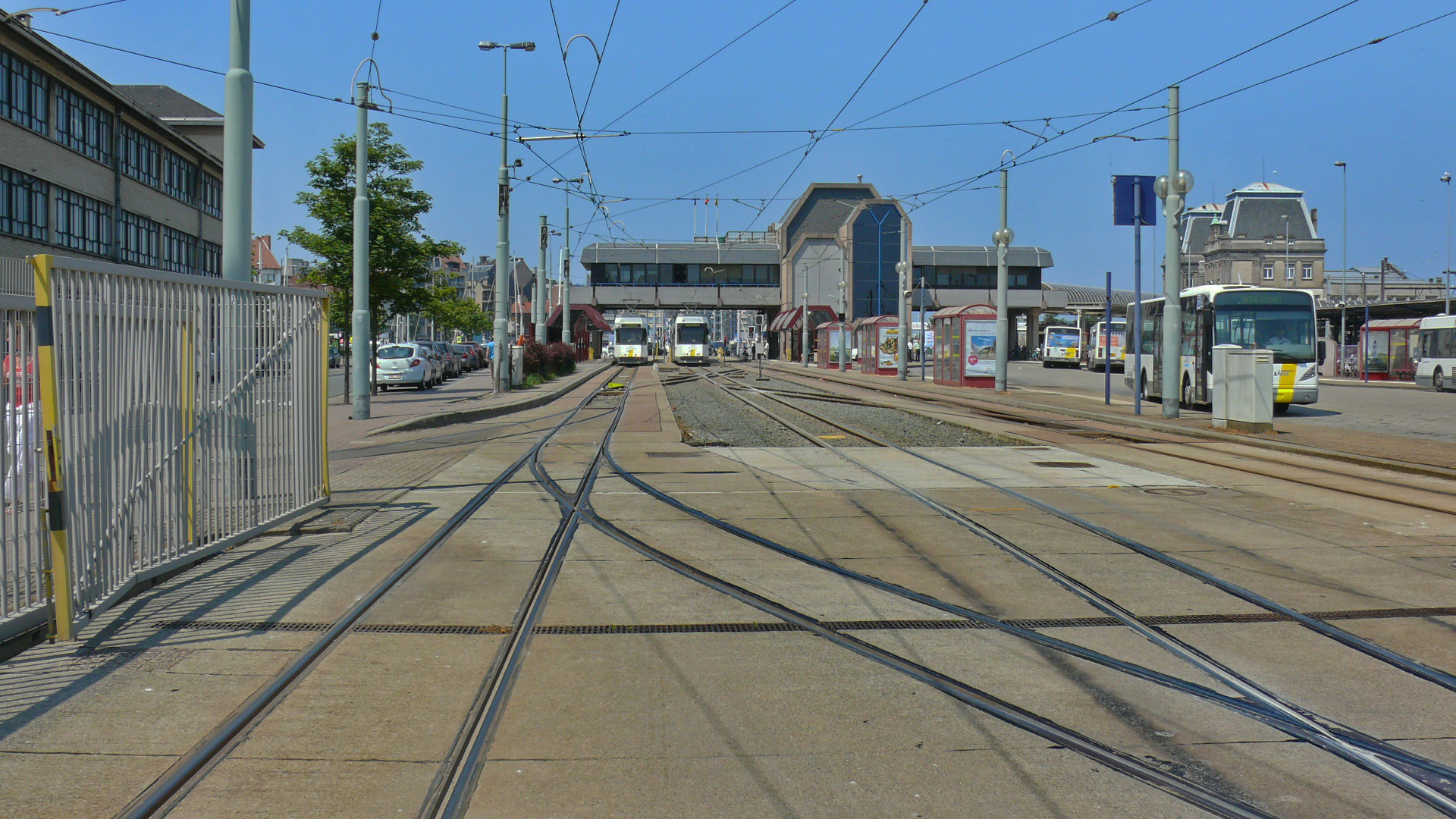
Tramstation in Oostende, 2010 (abgerissen im Jahr 2019)
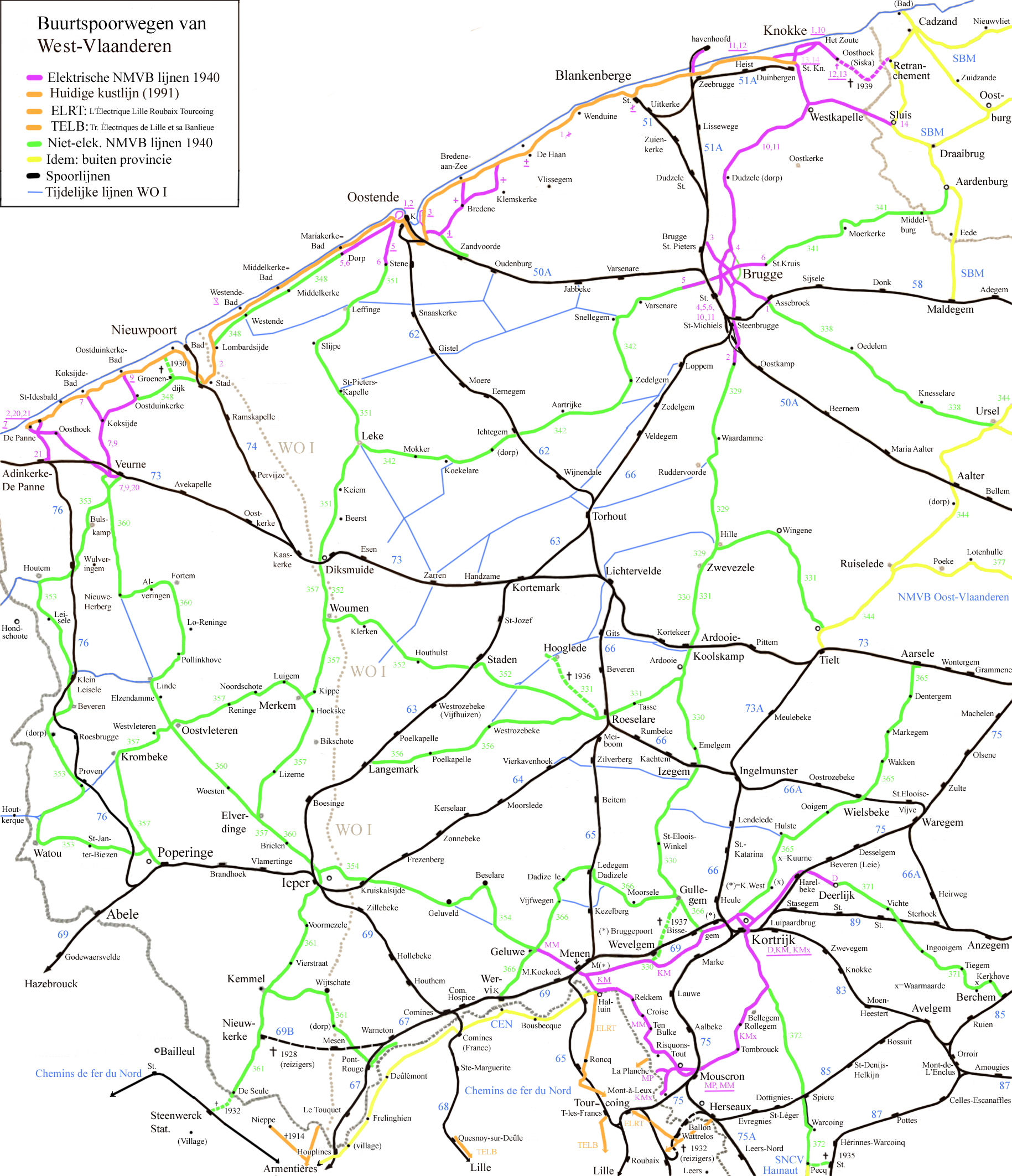
Historische Karte der Nationalen Kleinbahngesellschaft in Westflandern (Kusttram orange)
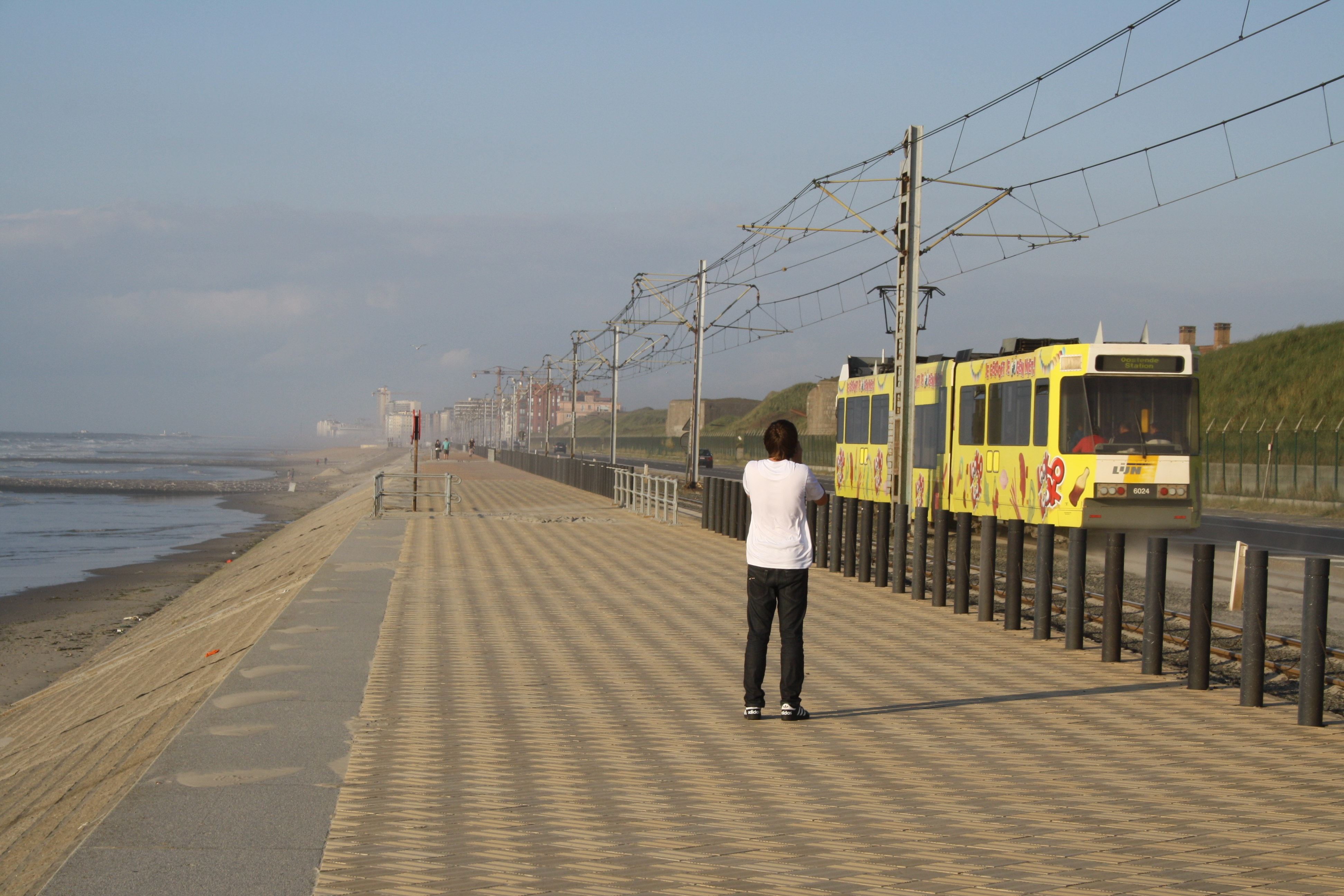
Nördlich der Station Raversijde-Domein Raversijde, im Hintergrund Oostende
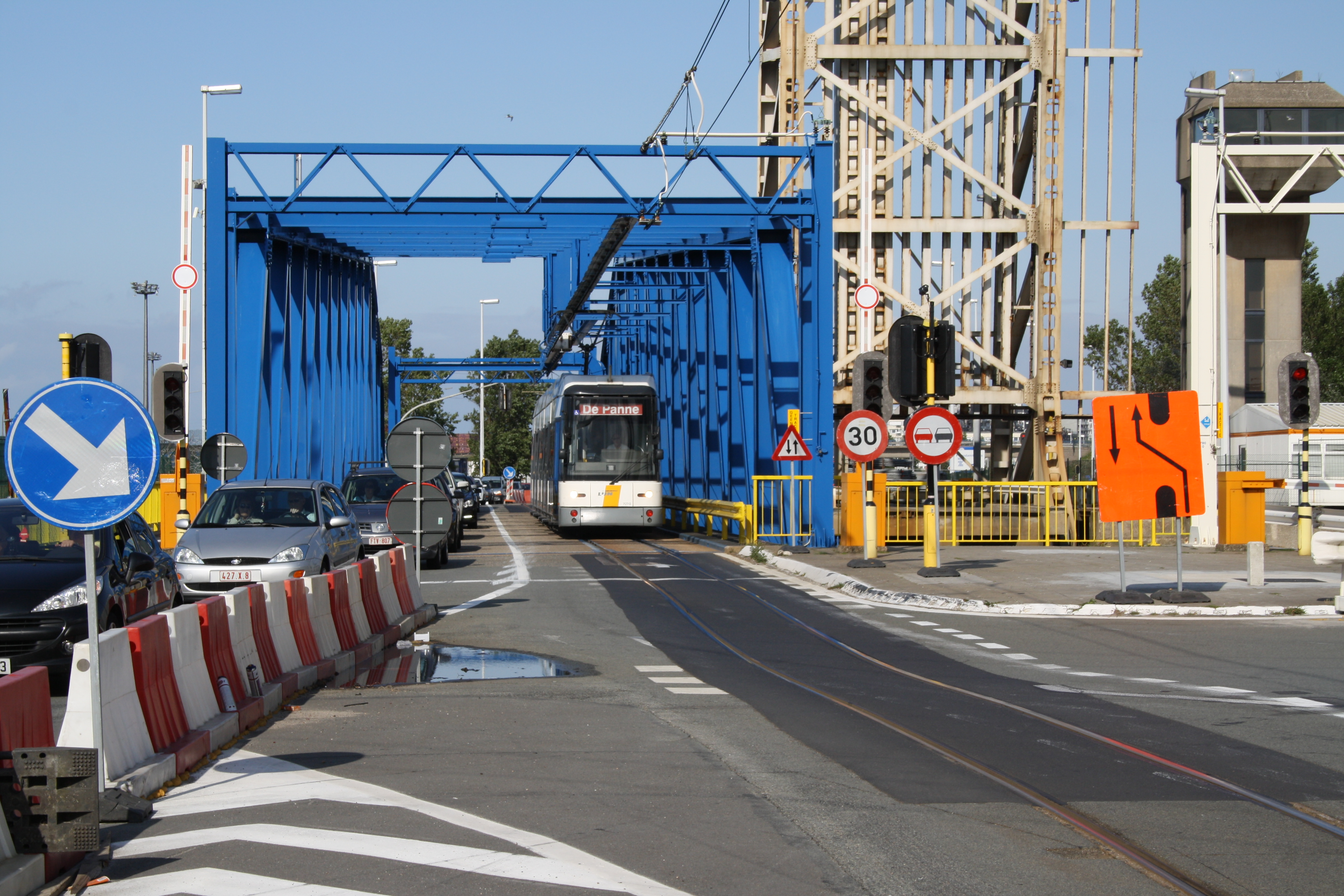
Niederflurwagen auf Brücke in Zeebrugge, 2011
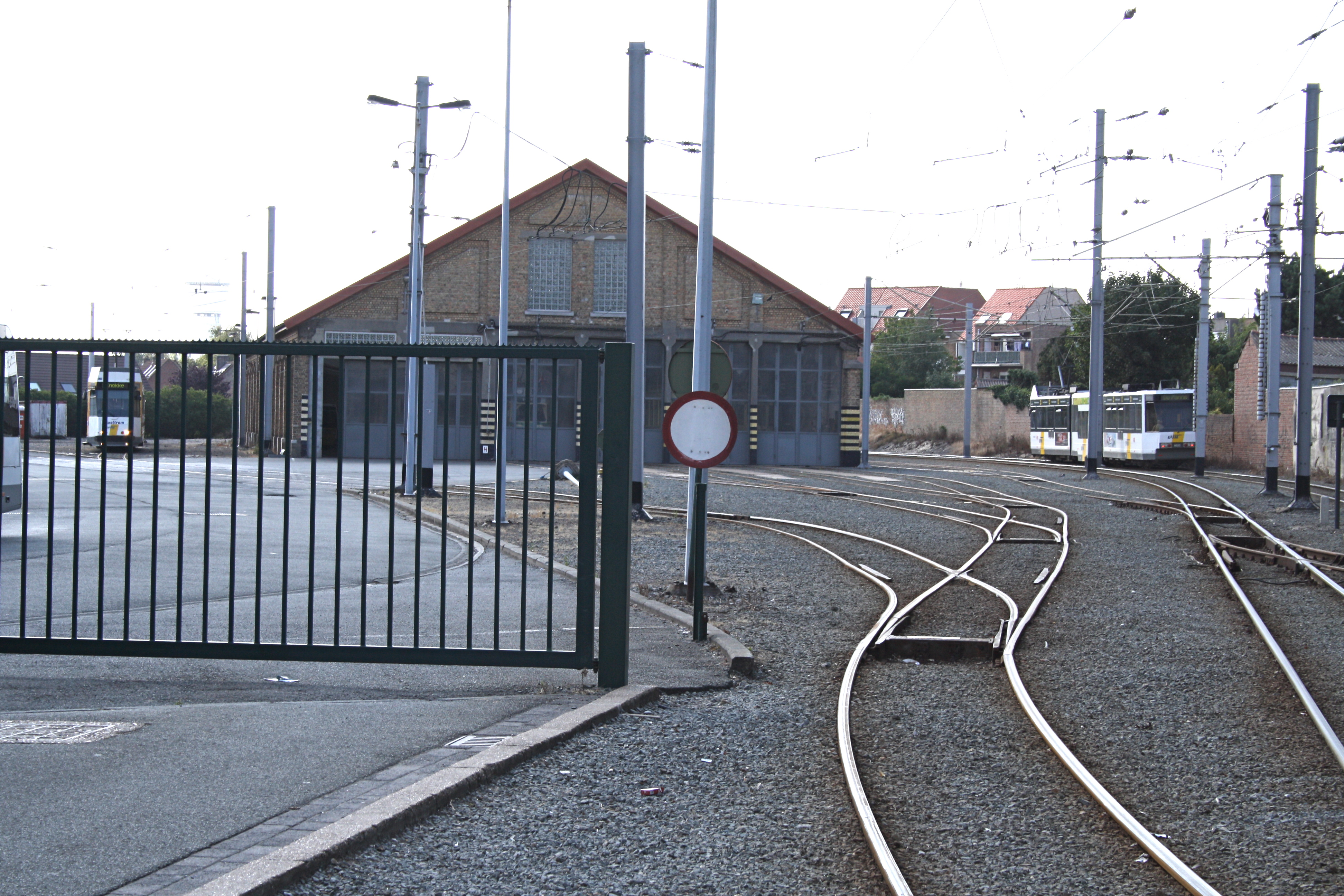
Depot Knokke, rechts die Strecke nach De Panne
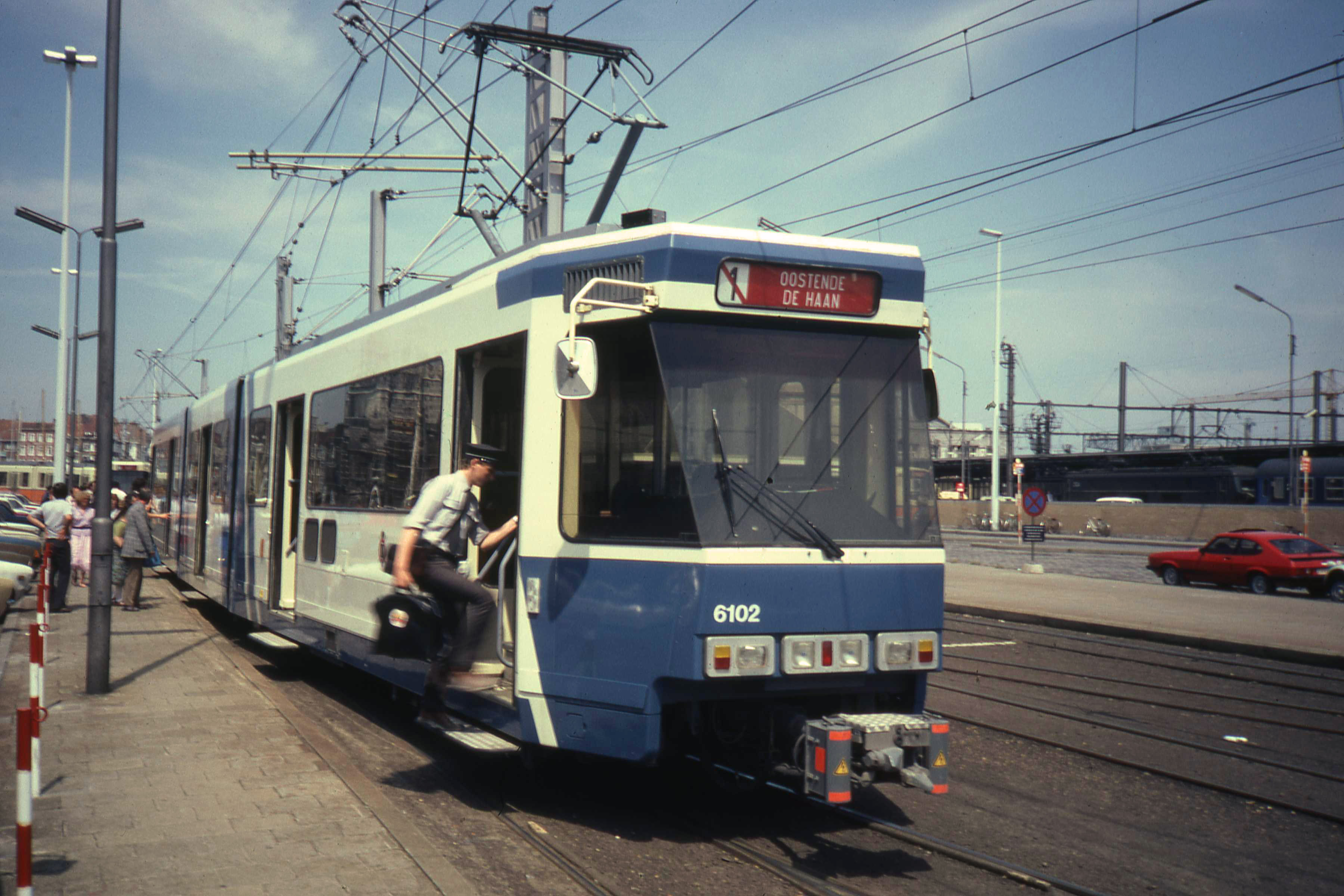
1982: das sogenannte gestrichene Liniensignal dieses Verstärkerzuges der Linie 1 weist auf den verkürzten Laufweg hin.
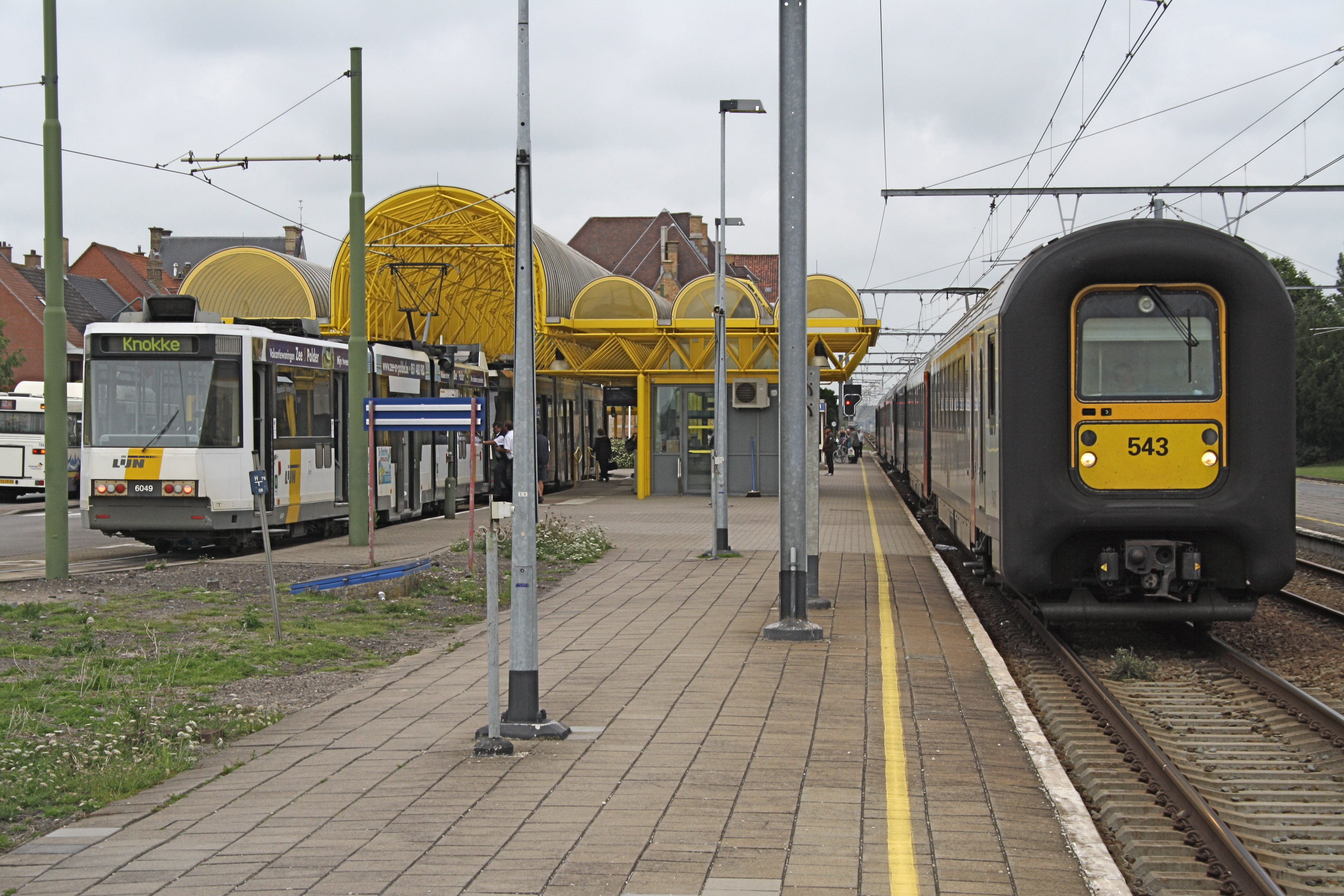
Gemeinsamer Bahnsteig von Tram und Zug an der Endhaltestelle in De Panne